# 장연군
장연군(長淵郡)은 조선민주주의인민공화국 황해남도 서쪽에 있는 군이다.

## 지리
북쪽은 과일군과 송화군, 동쪽은 삼천군, 동남쪽은 태탄군이며 남쪽은 룡연군과 맞닿아 있다. 서쪽은 황해에 접하며 장산곶이 있다. 서해 방향으로 돌출한 반도가 국방 요지로 이용되던 장산곶이다. 대청도를 중심으로 어업이 많이 행해진다.
지형적으로는 군(郡)의 중앙부를 불타산맥(佛陀山脈)이 지나고 있으며, 이 산맥의 서쪽 끝이 군의 최서단지역인 장산곶을 이루고 있다. 불타산맥의 북쪽을 산북(山北), 남쪽을 산남(山南)이라고 하여 북쪽은 대륙성 기후, 남쪽은 해양성 기후가 나타난다.

## 역사
| Daedongyeojido (Gyujanggak) 11-06.jpg | Daedongyeojido (Gyujanggak) 11-05.jpg |
| Daedongyeojido (Gyujanggak) 12-06.jpg | Daedongyeojido (Gyujanggak) 12-05.jpg |

일찍 기독교가 들어와 19세기말 소래교회가 세워진(현재 룡연군에 속함) 지역이다. 소래교회는 관점에 따라 한국 최초의 교회로 꼽히기도 하는데, 이 교회는 평안북도 의주군에서 박해를 피해 장연군 소래마을로 온 신자들이 세운 자생적 교회였다. 1926년 당시에는 개신교(야소교) 교회가 "면마다 촌마다 없는 곳이 없으며", 교회 39곳, 교인이 3,200명에 이르렀다. 가톨릭 신도 또한 5~600명에 이르렀다.
- 1938년 10월 1일 : 장연면이 장연읍으로 승격하였다.[4]
- 1945년 9월 2일 : 미국과 소련이 38선을 경계로 한반도를 분할 점령함으로써 백령면을 제외한 장연군 전 지역이 소비에트 민정청 관할 아래 들아갔다.
- 1945년 11월 3일 : 백령면이 옹진군으로 편입되었다.[5]

## 교통
황해선의 일부인 사장선(沙長線: 장연선)철도가 장연읍과 낙도면을 통과한다.

## 행정 구역
1읍(장연읍(長淵邑))과 1구(락연로동자구(樂淵勞動者區)) 및 19리(명천리(明川里), 화원리(花園里), 청계리(淸溪里), 선정리(仙亭里), 산천리(山川里), 세마리(細馬里), 락흥리(樂興里), 석장리(石長里), 박산리(礡山里), 산수리(山水里), 학림리(鶴林里), 눌산리(訥山里), 창파리(滄波里), 샘물리, 광천리(鑛泉里), 금사리(金沙里), 해안리(海岸里), 삼산리(三山里), 추화리(秋花里))가 있다.

## 같이 보기
- 신천군 학살 사건
- 조선민주주의인민공화국의 지리
- 조선민주주의인민공화국의 행정 구역